# 申公元
申公元（1950年1月—），山西省临汾市人，中华人民共和国官员。申公元担任临汾市公安局长期间，因政绩突出屡获表彰，獲中华人民共和国公安部评为“全国特级优秀人民警察”，曾获“全国五一劳动奖章”。2001年，申公元出任大同市公安局长，期间大同市治安混乱。2006年12月至2007年1月，大同市连发四起要案，申公元遭免职务。2010年2月，申氏退休，纪委則在4月時將其带走调查，月底批捕。2011年1月，山西省纪委通报，已开除申公元党籍和公职，其违法问题移交司法机关处理。

## 生平

### 临汾打黑
申公元1968年就参加了工作。1978年，他从部队转业到公安部门。1994年，申公元获得提拔，当上了县级市临汾市的公安局长。当时临汾的黑社会活动猖獗。1994年至1996年，申公元与时任临汾市法制科长段波合作，打掉了“黑道市长”安小根、“独眼龙”买青虎、“老狐狸”吴临斌、“河西二马”、王秋虎、高嵩等八个黑社会团伙，抓获黑社会分子四百余人。八名黑社会老大中，四人被判死刑，三人被判死缓，一人获判无期徒刑。申公元打黑时，承受着巨大的压力，既有说情，也有恐吓。据说，申公元当时还特意把家里的照壁加高加宽，并在其中加上钢筋，以防冷枪、爆炸品。据载，1995年12月的一起劫持案件中，申公元亲自上阵与持刀歹徒周旋，随即展开搏斗，申公元的手被砍伤，人质小女孩获救。由于政绩突出，申公元受到提拔，1997年9月成为临汾行署公安处处长，仍兼任临汾市公安局局长。山西省委、省政府表彰他是“刘俊谦式的干部”，山西省公安厅为他记个人二等功，山西省劳动竞赛委员会记个人一等功。公安部将他评为“全国特级优秀人民警察”。1997年，申公元获颁“全国五一劳动奖章”。1998年6月，他獲评为“全国职工职业道德十佳标兵”。1999年7月，山西省委将他评为“优秀党员”。1999年9月，申公元成为全国公安保卫战线英雄模范。此外，他还担任了山西省第九届人民代表大会代表。2000年，临汾地区撤销，改设地级的临汾市，申公元成为临汾市公安局长。2010年新华网的报道中，有临汾干警回忆，申公元为人豪爽，重义气，但是特别“护犊子”，在自己人的事上不讲原则。

### 任职大同
2001年6月，申公元赴大同市任职，出任大同市公安局局长兼党委书记。据说，当时太原市公安局长出缺，时任太原市公安局副局长、杏花岭分局局长邵建伟和申公元都有意竞争这个位子。邵建伟向时任山西省委常委、太原市委书记侯伍杰行贿，希望能够如愿。但是，当时的山西省委、省政府高层决定让原大同市公安局长李连琪担任太原市公安局长，申公元接替李连琪到大同工作。
申公元在大同期间，大同市的治安状况很糟糕。媒体报道，大同交警对非法运煤车辆处以罚款后就将其放行。2003年，媒体曝光大同市公安局强迫每家煤矿花三万人民币购买两条警犬。2004年10月，一名大同市公安局的民警参与绑架一位山西亿万富翁的儿子。2005年12月，大同市人大常委会会议上，“大同市人民政府社会治安情况专题工作报告”表决未获通过，成了山西省史上的头一例。2006年底至2007年初，大同市连发四起大案，均为公安部挂牌督办。2006年12月10日，大同市城区一所美容院发生强奸、抢劫、伤害案，罪犯极其残忍，公安接到报警后数小时都没有出动。2007年1月10日，《中国贸易报》山西记者站雇员兰成长前往浑源县一家非法开采的煤矿采访时，被矿上人员打死。2007年1月15日，大同市城区龙港苑小区15号楼发生爆炸案，致使五人死亡、六人受伤。2007年1月29日，大同市南郊交警大队副教导员宋建忠刺杀大同市公安局政治部主任李慧敏，另有三人受伤。宋建忠向李慧敏行贿20万元，却没能成功买官，李慧敏拒绝退回贿金，宋建忠因而起意杀人。媒体评论，四起案件反映大同市警务管理混乱、煤矿黑社会活动猖獗、民爆物品管理失控、公安系统内买官卖官成风。2007年2月，申公元被免职。时任山西省公安厅副厅长苏浩“临危受命”，接替申公元主持大同市公安局工作。当时，网上一篇署名“大同市公安局干警乘厄、吉浊”的举报信《黑到骨头里的真实》热传，文章声称申公元在大同大肆敛财、卖官、拉帮结派。2010年《财经国家周刊》的报道称，大同市政府的一名秘书表示举报信非常真实；山西省纪委、山西省公安厅纪委对举报信的内容进行了调查，但没有对外公布结果。2010年南方新闻网的报道称，申公元初到大同时仍然十分俭朴，但是随着2002年起煤价大幅上涨，申公元的生活愈发豪奢，申公元依靠权力插手煤炭行业发了大财。不过，报道也说，大同市警察界非常佩服申公元的能力，下级向他汇报工作时根本无法蒙混过关。

### 案发
申公元於免职后前往北京市居住，淡出了山西政坛。2010年2月，申公元退休。然而，两个月后，纪委将他带走调查。牵出申公元的，是温州煤商李克伟案。2009年2月18日，大同市公安局侦破一起重大责任事故案。6月22日，公安部发布B级通缉令，通缉涉嫌此案的李克伟、林圣盘、冀忠。2004年12月17日，李克伟拥有的左云县红窑沟煤矿井下运输皮带起火引燃煤层，造成事故。事故发生后，李克伟并未组织救援，而是封上了井口，数月之后才打开井口转移尸体，事故死亡人数不明。红窑沟煤矿管理混乱，2011年山西省纪委的通报稿称，申公元向李克伟索要现金2900万元人民币和价值83万元人民币的一辆汽车，“为李克伟违规经营活动提供保护和关照”。《南方周末》报道称，申公元领导的公安局帮助李克伟抢下了很多煤矿，使得李克伟不到在十年的时间内得到了十几家煤矿。李克伟被通缉后，申公元将其藏匿在儿子申征在北京市的家中长达三个月。李克伟后来自首，供出了申公元。2010年4月下旬，太原市检察院正式批捕申公元和儿子申征。2011年1月，山西省纪委通报，已开除申公元党籍和公职，并且移交司法机关处理。
2006年底至2008年春节前，申公元和长子向刘志军的心腹、原中铁集装箱运输有限公司董事长罗金宝行贿人民币600万元人民币。申公元接受调查之后，罗金宝将钱退给了申公元的次子。